# 愛媛県道30号宇和三瓶線
愛媛県道30号宇和三瓶線（えひめけんどう30ごう うわみかめせん）は、愛媛県西予市を通る県道（主要地方道）である。

## 概要

### 路線データ
- 起点：西予市宇和町下松葉（国道56号交点）
- 終点：西予市三瓶町朝立（国道378号交点）

## 歴史
- 1993年（平成5年）5月11日 - 建設省から、県道宇和三瓶線が宇和三瓶線として主要地方道に指定される[1]。

## 地理

### 通過する自治体
- 西予市

### 交差する道路
- 国道56号（起点）
- 愛媛県道311号伊延永長線（西予市宇和町永長）
- 愛媛県道261号伊予石城停車場線（西予市宇和町西山田 ）
- 愛媛県道260号狭間上松葉線（西予市宇和町西山田 ）
- 愛媛県道26号八幡浜三瓶線（西予市三瓶町朝立）
- 国道378号（終点）

### 沿線にある施設など
- JR 予讃線 上宇和駅
- 愛媛県立宇和特別支援学校
- 愛媛県立三瓶高等学校
- 西予市立三瓶中学校